# 115歳まで生存した女性 (1900年3月15日生)
本項では1900年3月15日に生まれ、115歳まで生存した東京都渋谷区在住の女性（1900年3月15日 - 2015年9月27日）について記述する。2015年4月1日から死去するまで日本最高齢の人物であった。存命中から氏名は非公表とされ、死去後も公開されていない。

## 来歴
1900年3月15日生まれ。
2015年4月1日にそれまで日本最高齢だった大川ミサヲが死去し、115歳17日で日本最高齢となったことが厚生労働省より発表され、同時にアメリカの老年学研究団体・ジェロントロジー・リサーチ・グループ（GRG）が公表している、年齢に確証のあるスーパーセンテナリアンのリストにも掲載された。ただし家族の意向により氏名は非公表とされ、GRGスーパーセンテナリアンリストの氏名欄にも「Anonymous」と表示されている。
2015年9月27日午後7時25分に115歳196日で死去した。これにより日本国内の最高齢者は115歳54日の田島ナビとなった。